# Tom Carper
Thomas Richard (Tom) Carper (Beckley (West Virginia), 23 januari 1947) is een Amerikaanse politicus van de Democratische Partij. Hij is sinds 2001 senator namens Delaware. Daarvoor was hij gouverneur van Delaware van 1991 tot 2001 en Afgevaardigde voor het gehele district van Delaware van 1983 tot 1993.

## Levensloop
Carper werd in 1947 geboren in Beckley, West Virginia. Hij studeerde in 1968 af in de economie van de Ohio State University. Daarna diende hij tot 1973 bij de Amerikaanse marine. Carper maakte onder andere tijdens de Vietnam-oorlog jacht op duikboten. Nadat hij afgezwaaid was behaalde hij een master aan de University of Delaware.
In 1979 trouwde Carper met Diane Beverly Iscaacs, een voormalige Miss Delaware. Na een scheiding tussen hen, trouwde hij opnieuw in 1985 met Martha Ann Stacy. Samen kregen zij twee kinderen. Het gezin is lid van de Presbyteriaanse kerk.
Carper zette zich als student al in voor de verkiezingscampagne voor het presidentschap van senator Eugene McCarthy. In 1974 deed hij zelf een niet-succesvolle poging om gekozen te worden in het Huis van Afgevaardigden. In 1975 ging hij werken voor de economische afdeling van de staat Delaware. In 1976 werd hij gekozen als schatkistbewaarder van die staat.
Het kostte senator Joseph Biden, en anderen, behoorlijk wat moeite om Carper te overtuigen om zich nogmaals kandidaat te stellen voor de enige zetel van de staat Delaware in het Huis van Afgevaardigden. In 1982 deed hij het toch, en werd ditmaal wel gekozen. In het Huis van Afgevaardigden zou hij zich onder andere inzetten voor ontmoediging van het dumpen van slijk in zee.
In 1992 werd Carper gekozen als gouverneur van de staat Delaware. Als gouverneur zette Carper zich vooral in voor ontwikkeling van de economie. Hij was een warm pleitbezorger van lagere belastingen. Twee van zijn successen waren het voorkomen van de sluiting van de grote autofabriek van General Motors, en het halen van het hoofdkwartier van de farmaceutische gigant AstraZeneca naar de staat.
De meest schokkende gebeurtenissen tijdens Carpers gouverneurschap was de moord op zijn persoonlijk assistente Anne Marie Fahey, en de veroordeling van de moordenaar Thomas Capano. Capano, een welgestelde advocaat, kende bijna iedereen binnen de politieke gemeenschap van Delaware. De goedogende Fahey probeerde een romantische verhouding met hem te verbreken, maar werd vermoord door Capano. Hij dumpte haar lichaam in de Atlantische Oceaan.

## Senator
In 2000 liep de tweede termijn van Carper ten einde en hij kon zich volgens de wet niet meer dan twee termijnen zitting hebben als gouverneur. Hij stelde zich verkiesbaar voor de Senaat, en in de Democratische voorverkiezingen versloeg hij zittend senator William V. Roth.
In de Senaat heeft Carper krediet opgebouwd in zowel het Republikeinse als het Democratische kamp. Hij heeft zich ingezet voor een evenwicht nationaal energiebeleid, milieubescherming, nationale onderwijsstandaarden, een gebalanceerd uitgavepatroon en welzijnshervormingen.
Carper heeft zich bij het gezelschap gevoegd dat probeerde om de belastingkortingen van president Bush te voorkomen. Daarin slaagden zij niet. Ook heeft hij zich ingezet voor bekostiging van verschillende spoorwegprojecten en de veiligheid op het spoor. Carper was een van de initiatiefnemers tot hervormingen bij de Amerikaanse post.
Samen met senator George Voinovich stelde Carper in 2010 een verhoging voor van 25 cent op de federale belasting op gas. Tien cent zou gebruikt worden om de nationale schuld af te lossen. De andere vijftien cent zou geïnvesteerd moeten worden in de nationale infrastructuur. Van het voorstel kwam niets terecht.
Carper is een van de weinige senatoren die elke dag van huis op en neer reist naar de Senaat. In zijn geval is dat ook minder moeilijk, omdat hij slechts 100 mijl met de trein hoeft om in Washington D.C. te komen. Volgens Carper heeft dat hem en zijn gezin geholpen een normaal leven te leiden.
Alabama: Tuberville (R) · Britt (R)
Alaska: Murkowski (R) · Sullivan (R)
Arizona: Kelly (D) · Gallego (D)
Arkansas: Boozman (R) · Cotton (R)
Californië: Padilla (D) · Schiff (D)
Colorado: Bennet (D) · Hickenlooper (D)
Connecticut: Blumenthal (D) · Murphy (D)
Delaware: Coons (D) · Blunt Rochester (D)
Florida: R. Scott (R) · Moody (R)
Georgia: Ossoff (D) · Warnock (D)
Hawaï: Schatz (D) · Hirono (D)
Idaho: Crapo (R) · Risch (R)
Illinois: Durbin (D) · Duckworth (D)
Indiana: Young (R) · Banks (R)
Iowa: Grassley (R) · Ernst (R)
Kansas: Moran (R) · Marshall (R)
Kentucky: McConnell (R) · Paul (R)
Louisiana: Cassidy (R) · Kennedy (R)
Maine: Collins (R) · King (O)
Maryland: Van Hollen (D) · Alsobrooks (D)
Massachusetts: Warren (D) · Markey (D)
Michigan: Peters (D) · Slotkin (D)
Minnesota: Klobuchar (D) · Smith (D)
Mississippi: Wicker (R) · Hyde-Smith (R)
Missouri: Hawley (R) · Schmitt (R)
Montana: Daines (R) · Sheehy (R)
Nebraska: Fischer (R) · Ricketts (R)
Nevada: Cortez Masto (D) · Rosen (D)
New Hampshire: Shaheen (D) · Hassan (D)
New Jersey: Booker (D) · Kim (D)
New Mexico: Heinrich (D) · Luján (D)
New York: Schumer (D) · Gillibrand (D)
North Carolina: Tillis (R) · Budd (R)
North Dakota: Hoeven (R) · Cramer (R)
Ohio: Moreno (R) · Husted (R)
Oklahoma: Lankford (R) · Mullin (R)
Oregon: Wyden (D) · Merkley (D)
Pennsylvania: Fetterman (D) · McCormick (R)
Rhode Island: Reed (D) · Whitehouse (D)
South Carolina: Graham (R) · T. Scott (R)
South Dakota: Thune (R) · Rounds (R)
Tennessee: Blackburn (R) · Hagerty (R)
Texas: Cornyn (R) · Cruz (R)
Utah: Lee (R) · Curtis (R)
Vermont: Sanders (O) · Welch (D)
Virginia: Warner (D) · Kaine (D)
Washington: Murray (D) · Cantwell (D)
West Virginia: Moore Capito (R) · Justice (R)
Wisconsin: Johnson (R) · Baldwin (D)
Wyoming: Barrasso (R) · Lummis (R)
(D): Democraat · (R): Republikein · (O): Onafhankelijk
- Gemeinsame Normdatei: 1177191008
- International Standard Name Identifier: 0000 0000 4371 3714
- Library of Congress Control Number: no95006823
- SNAC: w6gq7qrm
- Biographical Directory of the United States Congress: C000174
- Virtual International Authority File: 38956143
- WorldCat: E39PBJvRWvmYFxvXpqvPYkXjmd